# Карасор (Павлодарская область)
Карасор (каз. Қарасор) — село в Павлодарской области Казахстана. Находится в подчинении городской администрации Экибастуза. Расположено в 40,5 км к западу от Экибастуза и в 92 км к западу от Павлодара, между железнодорожными станциями Майкаин и Калкаман. Входит в состав Кудайкольского сельского округа. Код КАТО — 552247200.

## История
Село было основано в 1954 году при строительстве железнодорожной линии Акмолинск — Павлодар.
Вблизи от села находится месторождение белых формовочных стекольных песков, на базе которых с 1962 года существует ТОО «Карасорский горнообогатительный комбинат» мощностью 600 тысяч тонн песчаной массы в год.

## Население
В 1985 году в селе проживало 505 человек. В 1999 году население села составляло 440 человек (235 мужчин и 205 женщин). По данным переписи 2009 года, в селе проживало 318 человек (156 мужчин и 162 женщины).